# أوجين تشن
أوجين تشن (بالإنجليزية: Eugene Chen) (و. 1878 – 1944 م) هو سياسي، ودبلوماسي، ومحامي، وصحفي، من تايوان، كان عضوًا في الكومينتانغ، توفي في شانغهاي، عن عمر يناهز 66 عاماً.